# Villeneuve-sur-Cher
Pour les articles homonymes, voir Villeneuve.
Villeneuve-sur-Cher est une commune française située dans le département du Cher, en région Centre-Val de Loire.
Ses habitants se nomment les Villeneuvois et les Villeneuvoises.

## Géographie
Le territoire communal est traversé par le sentier de grande randonnée de pays de la Champagne berrichonne.

### Climat
Pour des articles plus généraux, voir Climat du Centre-Val de Loire et Climat du Cher.
En 2010, le climat de la commune est de type climat océanique dégradé des plaines du Centre et du Nord, selon une étude du CNRS s'appuyant sur une série de données couvrant la période 1971-2000. En 2020, Météo-France publie une typologie des climats de la France métropolitaine dans laquelle la commune est exposée à un climat océanique altéré et est dans la région climatique  Centre et contreforts nord du Massif Central, caractérisée par un air sec en été et un bon ensoleillement. 
Pour la période 1971-2000, la température annuelle moyenne est de 11,5 °C, avec une amplitude thermique annuelle de 15,9 °C. Le cumul annuel moyen de précipitations est de 719 mm, avec 11 jours de précipitations en janvier et 7,1 jours en juillet. Pour la période 1991-2020, la température moyenne annuelle observée sur la station météorologique la plus proche, située sur la commune de Quincy à 13 km à vol d'oiseau, est de 12,1 °C et le cumul annuel moyen de précipitations est de 735,0 mm,. Pour l'avenir, les paramètres climatiques de la commune estimés pour 2050 selon différents scénarios d'émission de gaz à effet de serre sont consultables sur un site dédié publié par Météo-France en novembre 2022.

## Urbanisme

### Typologie
Au 1er janvier 2024, Villeneuve-sur-Cher est catégorisée commune rurale à habitat dispersé, selon la nouvelle grille communale de densité à 7 niveaux définie par l'Insee en 2022.
Elle est située hors unité urbaine. Par ailleurs la commune fait partie de l'aire d'attraction de Bourges, dont elle est une commune de la couronne,. Cette aire, qui regroupe 111 communes, est catégorisée dans les aires de 50 000 à moins de 200 000 habitants,.

### Occupation des sols
L'occupation des sols de la commune, telle qu'elle ressort de la base de données européenne d’occupation biophysique des sols Corine Land Cover (CLC), est marquée par l'importance des territoires agricoles (60,1 % en 2018), en augmentation par rapport à 1990 (59,2 %). La répartition détaillée en 2018 est la suivante : 
terres arables (54,5 %), forêts (38,2 %), zones agricoles hétérogènes (3,3 %), prairies (2,2 %), eaux continentales (1,7 %).
L'évolution de l’occupation des sols de la commune et de ses infrastructures peut être observée sur les différentes représentations cartographiques du territoire : la carte de Cassini (XVIIIe siècle), la carte d'état-major (1820-1866) et les cartes ou photos aériennes de l'IGN pour la période actuelle (1950 à aujourd'hui).

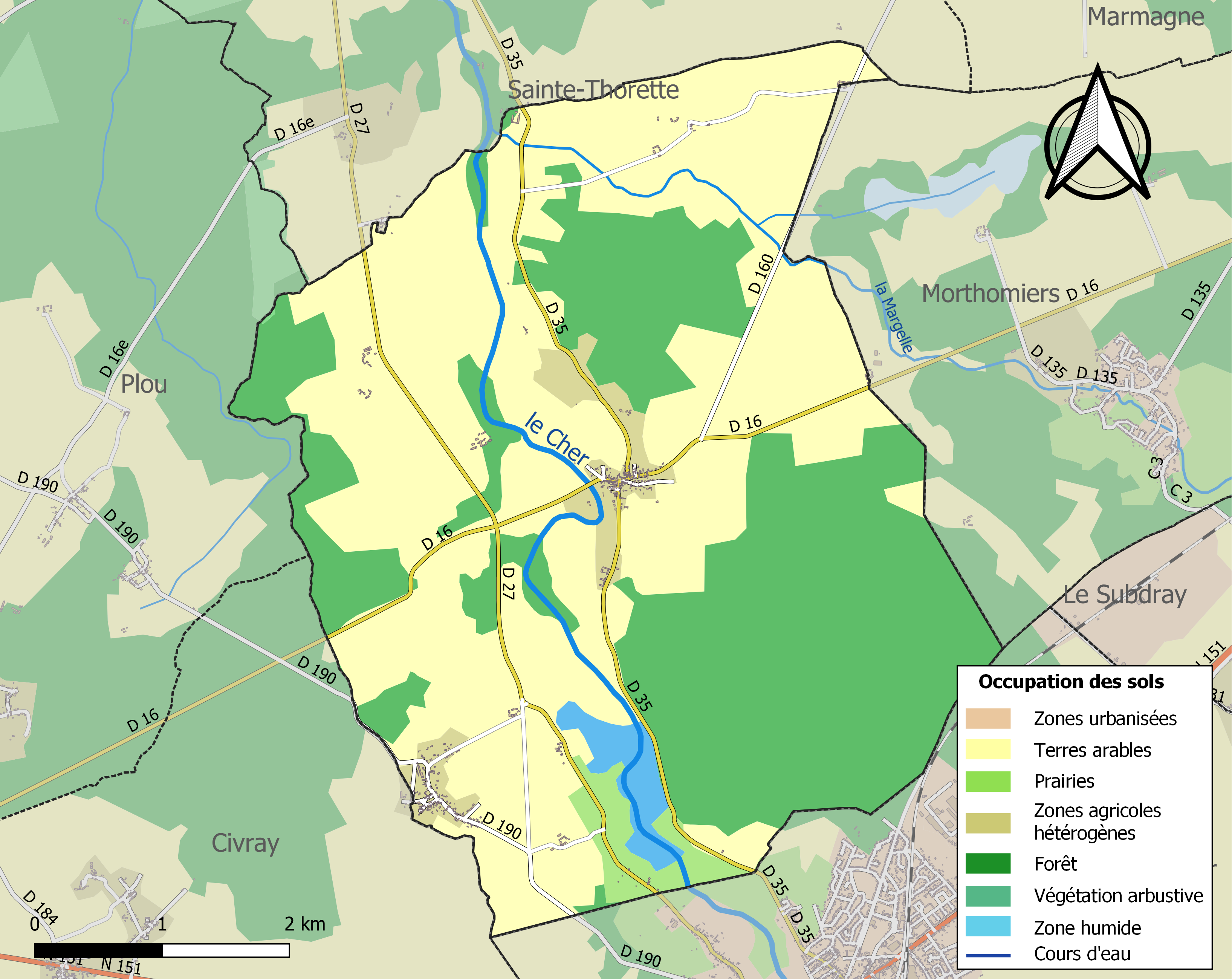
Carte des infrastructures et de l'occupation des sols de la commune en 2018 (CLC).

### Risques majeurs
Le territoire de la commune de Villeneuve-sur-Cher est vulnérable à différents aléas naturels : météorologiques (tempête, orage, neige, grand froid, canicule ou sécheresse), inondations, mouvements de terrains et séisme (sismicité faible). Un site publié par le BRGM permet d'évaluer simplement et rapidement les risques d'un bien localisé soit par son adresse soit par le numéro de sa parcelle.
Certaines parties du territoire communal sont susceptibles d’être affectées par le risque d’inondation par débordement de cours d'eau, notamment le Cher. La commune a été reconnue en état de catastrophe naturelle au titre des dommages causés par les inondations et coulées de boue survenues en 1982 et 1999,.

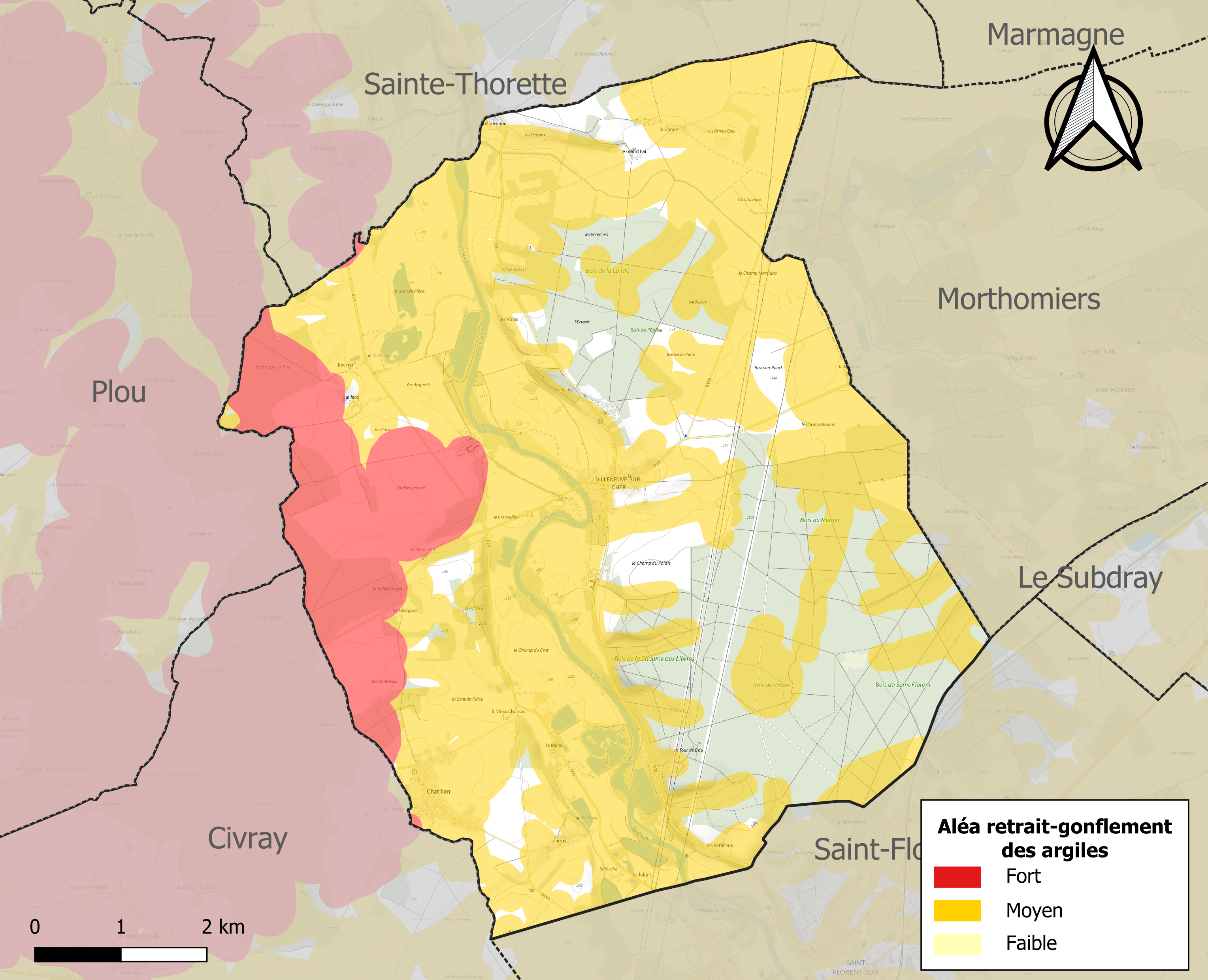
Carte des zones d'aléa retrait-gonflement des sols argileux de Villeneuve-sur-Cher.

La commune est vulnérable au risque de mouvements de terrains constitué principalement du retrait-gonflement des sols argileux. Cet aléa est susceptible d'engendrer des dommages importants aux bâtiments en cas d’alternance de périodes de sécheresse et de pluie. 76,2 % de la superficie communale est en aléa moyen ou fort (90 % au niveau départemental et 48,5 % au niveau national). Sur les 238 bâtiments dénombrés sur la commune en 2019, 227 sont en aléa moyen ou fort, soit 95 %, à comparer aux 83 % au niveau départemental et 54 % au niveau national. Une cartographie de l'exposition du territoire national au retrait gonflement des sols argileux est disponible sur le site du BRGM,.
Concernant les mouvements de terrains, la commune a été reconnue en état de catastrophe naturelle au titre des dommages causés par des mouvements de terrain en 1999.

## Histoire
Le nom de Villeneuve (Villanova) indique une origine romaine.
Le gué de Villeneuve était considéré comme un point stratégique important ; dans son traité de 1196 avec Richard Cœur de Lion, Philippe Auguste fut autoriser à le fortifier.
La paroisse dépendait de 2 seigneuries séparées par le Cher : celle de droite était la seigneurie de Villeneuve et la rive gauche appartenait au duché-pairie de Chârost.
Le premier instituteur primaire a été M. Bierge en 1845. En 1872, l’école a cessé d’être mixte et ce sont des sœurs qui ont tenu celle des filles. En 1911, il  y avait outre les écoles primaires de filles et de garçons une école libre de filles.

## Politique et administration
| Période                                  | Période          | Identité        | Étiquette | Qualité  |
| ---------------------------------------- | ---------------- | --------------- | --------- | -------- |
| Les données manquantes sont à compléter. |                  |                 |           |          |
| avant 1995                               | ?                | Claude Orvelin  | DVD       |          |
| mars 2008                                | 15 décembre 2008 | Francis Ledys   |           |          |
| 15 décembre 2008                         |                  | Michel Hérault  | SE        | Retraité |
| mars 2014                                | En cours         | Michel Herault, |           | Retraité |

## Démographie
L'évolution du nombre d'habitants est connue à travers les recensements de la population effectués dans la commune depuis 1793. Pour les communes de moins de 10 000 habitants, une enquête de recensement portant sur toute la population est réalisée tous les cinq ans, les populations de référence des années intermédiaires étant quant à elles estimées par interpolation ou extrapolation. Pour la commune, le premier recensement exhaustif entrant dans le cadre du nouveau dispositif a été réalisé en 2004.

En 2022, la commune comptait 403 habitants, en évolution de −13,15 % par rapport à 2016 (Cher : −2,48 %, France hors Mayotte : +2,11 %).
| 1793 | 1800 | 1806 | 1821 | 1831 | 1836 | 1841 | 1846 | 1851 |
| ---- | ---- | ---- | ---- | ---- | ---- | ---- | ---- | ---- |
| 544  | 548  | 598  | 541  | 623  | 626  | 594  | 667  | 724  |

| 1856 | 1861 | 1866 | 1872 | 1876 | 1881 | 1886 | 1891 | 1896 |
| ---- | ---- | ---- | ---- | ---- | ---- | ---- | ---- | ---- |
| 794  | 800  | 857  | 703  | 723  | 690  | 700  | 676  | 674  |

| 1901 | 1906 | 1911 | 1921 | 1926 | 1931 | 1936 | 1946 | 1954 |
| ---- | ---- | ---- | ---- | ---- | ---- | ---- | ---- | ---- |
| 591  | 589  | 545  | 445  | 474  | 429  | 423  | 393  | 394  |

| 1962 | 1968 | 1975 | 1982 | 1990 | 1999 | 2004 | 2006 | 2009 |
| ---- | ---- | ---- | ---- | ---- | ---- | ---- | ---- | ---- |
| 372  | 358  | 321  | 371  | 425  | 469  | 434  | 422  | 427  |

| 2014 | 2019 | 2022 | - | - | - | - | - | - |
| ---- | ---- | ---- | - | - | - | - | - | - |
| 468  | 420  | 403  | - | - | - | - | - | - |

## Vie locale

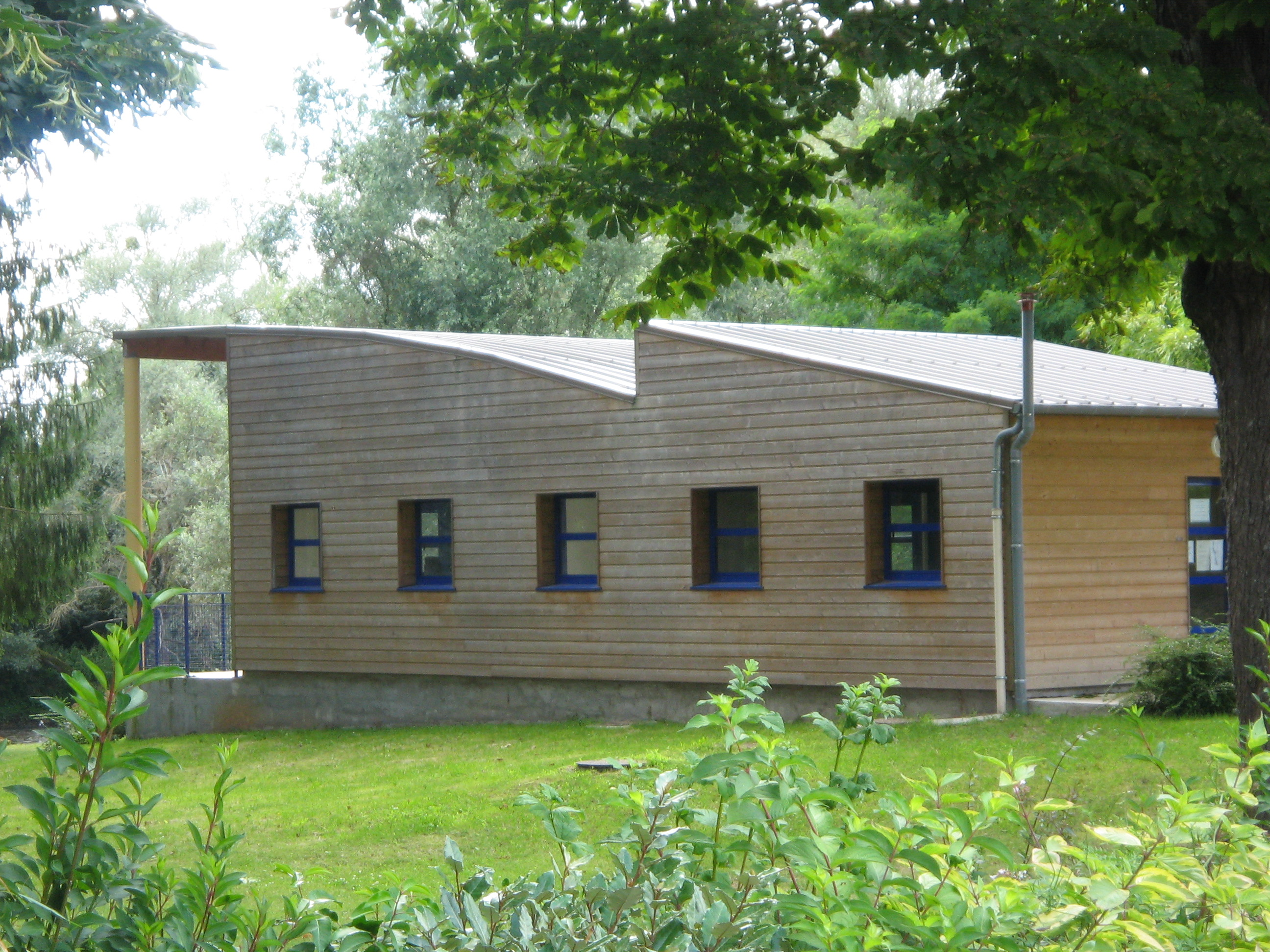
Halte nautique de Villeneuve-sur-Cher.

### Loisirs
Halte nautique : possibilité de louer des canoës 2 places ou monoplaces pour se balader au fil de l’eau. Départs de Lunery, Rosières ou Saint-Florent.

## Culture locale et patrimoine

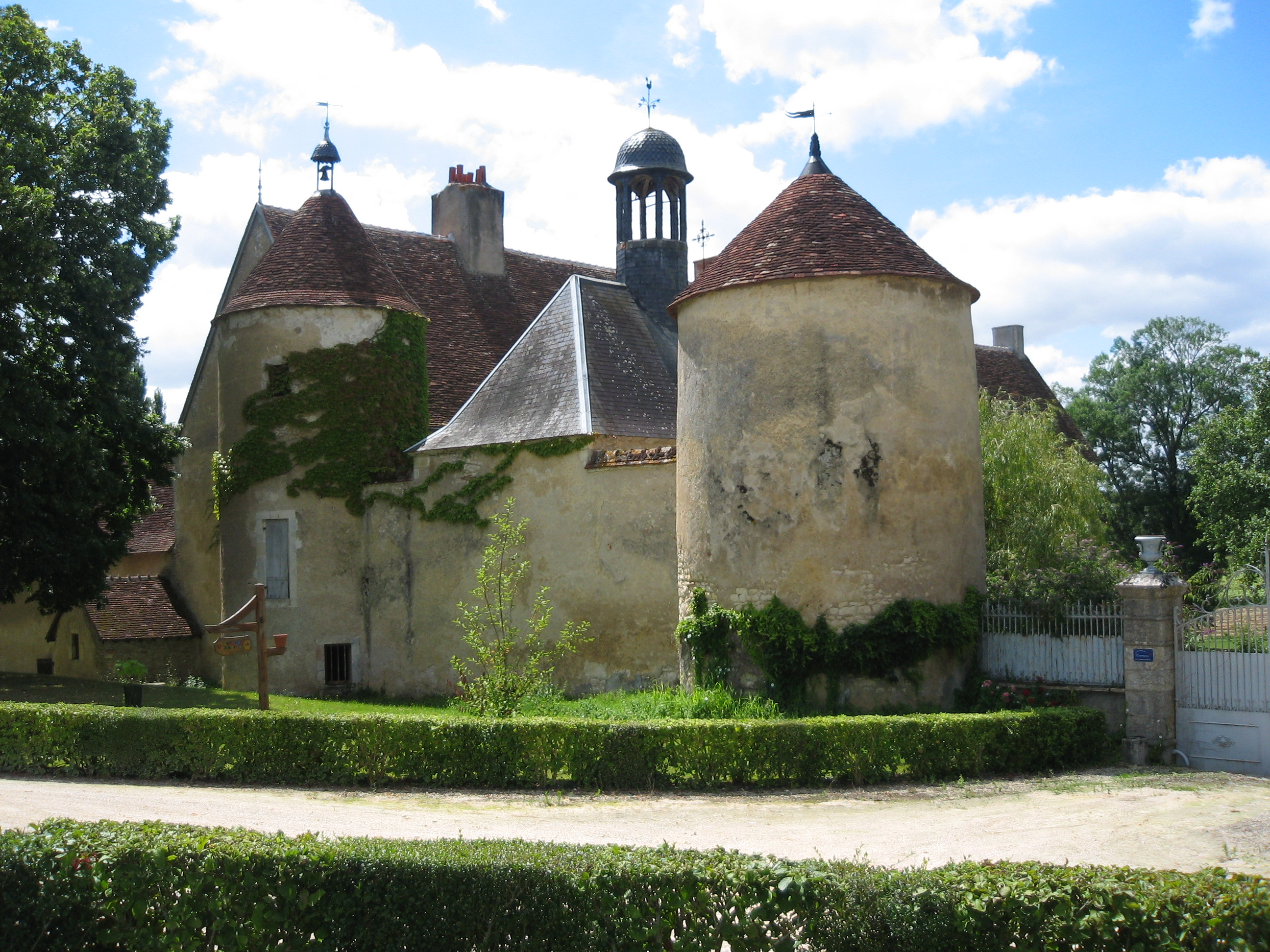
Vieux château à Villeneuve-sur-Cher.

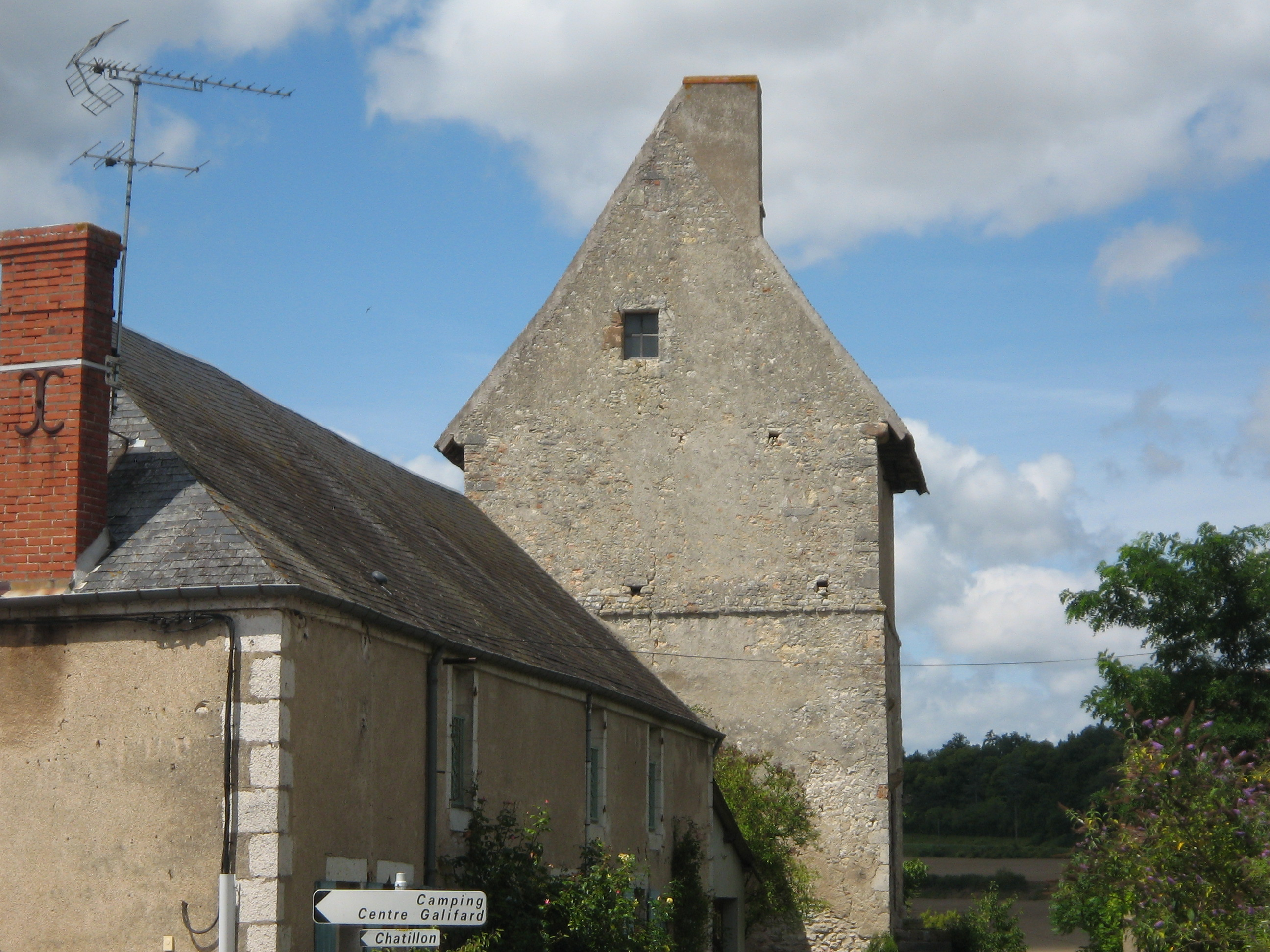
La Tour XVIIIe siècle, Villeneuve sur Cher.

### Lieux et monuments
- Dolmen dit La Table ou La Pierre de la Roche, mégalithe classé au titre des monuments historiques en 1889[25].
- Site médiéval de la Tour de Bau (ou Bort).
- Au sud de Villeneuve, se dressait un château dont il ne reste qu’un grand bâtiment d’habitation et une tour datant du XVe ; une petite chapelle, adossée au mur du nord, est du XVIIIe : elle est surmontée d’un campanile et au fronton de la porte on voit l’écusson de Vincent Soumard, le propriétaire qui l’a construite[17],[26]
- La Tour, bâtiment aux murs épais, avec un escalier en spirale et des fenêtres à appuis saillants. Elle appartenait aux Dames de la Visitation de Bourges en 1791.
- Ruines de Galifard, castel du XVIe flanqué de deux tours.
- L’église Saint Pierre date du XIIe et a été réparée en 1869[17].